# Bleu de Bresse
Bleu de Bresse – odmiana francuskiego sera pleśniowego, produkowana z mleka krowiego w rejonie Alp. Jego nazwa pochodzi od krainy geograficznej Bresse, znajdującej się na terenie dzisiejszego regionu Rodan-Alpy. Jest uważany za jeden z najlepszych serów francuskich.
Ser  powstał w czasie II wojny światowej. Zaliczany jest do serów z przerostem i porostem pleśni. Ma kształt małego płaskiego cylindra, cienką błyszczącą skórkę i miąższ o miodowej barwie z delikatnymi niebieskimi żyłkami. Ma konsystencję kremową, podobną do sera brie, łatwo się rozsmarowuje. Skórka ma wyraźny zapach pieczarek. W latach 50. stał się popularny jako alternatywa dla ostrych serów z przerostem pleśni. Przy zakupie należy sprawdzić datę przydatności do spożycia, gdyż ser szybko staje się przejrzały. Można go podać na desce serów, na tartinkach, nadziać nim owoce.